# Elvasia elvasioides
Elvasia elvasioides là một loài thực vật có hoa trong họ Ochnaceae. Loài này được (Planch.) Gilg mô tả khoa học đầu tiên năm 1893.